# Alatar
Alatar foi oficial militar bizantino de origem huna ou germânica do século VI, ativo no reinado do imperador Anastácio I (r. 491–518). Serviu como mestre dos soldados da Trácia em 513, em substituição ao falecido Cirilo, e à época foi enviado sob Hipácio contra o general rebelde Vitaliano. Após a derrota bizantina em Odesso, Alatar foi capturado pelas tropas rebeldes e entregue a Vitaliano. Depois disso, desaparece das fontes.